# إيونيس أثينايو
إيونيس أثينايو (باليونانية: Γιάννης Αθηναίου)‏ مواليد 27 مايو 1988 في خولارغوس، أثينا، اليونان، هو لاعب كرة سلة يوناني. بدأ مسيرته الاحترافية في سنة 2006. يحمل الرقم 27. يبلغ طوله 6 قدم 4.5 بوصة (1.9 م).

## المسيرة الاحترافية
لعب مع نادي بانيونيس لكرة السلة من سنة 2009 إلى 2013، ثم لعب مع نادي أريس لكرة السلة في موسم 2013–2014، ثم لعب مع أولمبيا ميلانو في الدوري الإيطالي في سنة 2014، ثم لعب مع نادي إيه إي كي لكرة السلة في موسم 2014–2015، ثم لعب مع نادي أولمبياكوس لكرة السلة في سنة 2015.

## الإنجازات
- الدوري اليوناني لكرة السلة : (2016)

## روابط خارجية
- إيونيس أثينايو على موقع الاتحاد الدولي لكرة السلة (الإنجليزية)
- إيونيس أثينايو على موقع الدوري الأوروبي لكرة السلة (الإنجليزية)
- إيونيس أثينايو على موقع الدوري الإسباني لكرة السلة (الإسبانية)
- إيونيس أثينايو على موقع كرة السلة الأوروبية.كوم (الإنجليزية)
- إيونيس أثينايو على موقع DraftExpress.com (الإنجليزية)
- إيونيس أثينايو على موقع ريلجم (الإنجليزية)
- إيونيس أثينايو على موقع بروبوليرز (الإنجليزية)
- إيونيس أثينايو على موقع سبورتس رفرنس (الإنجليزية)